# Nonato
Nonato, pseudonimo di Raimundo Nonato da Silva (Mossoró, 23 febbraio 1967), è un ex calciatore brasiliano, di ruolo difensore.

## Caratteristiche tecniche
Giocava come difensore laterale.

## Carriera

### Club
Iniziò nel Baraúnas di Mossoró. Nel 1988, fu acquistato dall'ABC di Natal. Nel 1990, fu acquistato dal Pouso Alegre, con cui giocò il Campeonato Mineiro; mandato in prestito al Cruzeiro per il Campeonato Brasileiro Série A 1990. Il 10 gennaio 1991, il Cruzeiro acquistò in via definitiva il suo cartellino.
Nonostante il club avesse già due difensori laterali, (Eduardo, ex-Fluminense, e Paulo César, ex-Grêmio) conquistò ugualmente il posto da titolare, che mantenne per 7 anni vincendo in tutto 14 titoli con la maglia del Cruzeiro, e alzò i vari trofei in ogni competizione, essendo il capitano.

### Nazionale
Con la nazionale brasiliana giocò 3 partite nel 1993.

## Statistiche

### Cronologia presenze e reti in nazionale
| Cronologia completa delle presenze e delle reti in nazionale ― Brasile | Cronologia completa delle presenze e delle reti in nazionale ― Brasile | Cronologia completa delle presenze e delle reti in nazionale ― Brasile | Cronologia completa delle presenze e delle reti in nazionale ― Brasile | Cronologia completa delle presenze e delle reti in nazionale ― Brasile | Cronologia completa delle presenze e delle reti in nazionale ― Brasile | Cronologia completa delle presenze e delle reti in nazionale ― Brasile | Cronologia completa delle presenze e delle reti in nazionale ― Brasile |
| Data                                                                   | Città                                                                  | In casa                                                                | Risultato                                                              | Ospiti                                                                 | Competizione                                                           | Reti                                                                   | Note                                                                   |
| ---------------------------------------------------------------------- | ---------------------------------------------------------------------- | ---------------------------------------------------------------------- | ---------------------------------------------------------------------- | ---------------------------------------------------------------------- | ---------------------------------------------------------------------- | ---------------------------------------------------------------------- | ---------------------------------------------------------------------- |
| 6-6-1993                                                               | New Haven                                                              | Stati Uniti                                                            | 0 – 2                                                                  | Brasile                                                                | U.S. Cup 1993                                                          | -                                                                      | 46’                                                                    |
| 10-6-1993                                                              | Washington                                                             | Brasile                                                                | 3 – 3                                                                  | Germania                                                               | U.S. Cup 1993                                                          | -                                                                      | 84’                                                                    |
| 13-6-1993                                                              | Washington                                                             | Inghilterra                                                            | 1 – 1                                                                  | Brasile                                                                | U.S. Cup 1993                                                          | -                                                                      | 5’                                                                     |
| Totale                                                                 |                                                                        | Presenze                                                               | 3                                                                      |                                                                        | Reti                                                                   | 0                                                                      |                                                                        |

## Palmarès

### Club

#### Competizioni nazionali
- Campionato Mineiro: 4

Cruzeiro: 1992, 1994, 1996, 1997
- Coppa del Brasile: 2

Cruzeiro: 1993, 1996

#### Competizioni internazionali
- Coppa Libertadores: 1

Cruzeiro: 1997
- Supercoppa Sudamericana: 2

Cruzeiro: 1991, 1992
- Copa Master de Supercopa: 1

Cruzeiro: 1994
- Copa de Oro: 1

Cruzeiro: 1995